# Kallocaína
Kallocaína es una novela distópica de la novelista sueca Karin Boye escrita en 1940. En la novela se retrata un futuro de terrorífica monotonía. Presentado a través de los ojos de Leo Kall, un científico idealista, Kallocaína es la representación de un estado mundial totalitario. Un aspecto importante de la novela son las relaciones y conexiones entre los varios personajes, como el matrimonio del personaje protagonista y su mujer Linda Kall, con los sentimientos de celos y sospecha que puede surgir en una sociedad con vigilancia pesada e incertidumbre legal.
Una de sus ideas centrales coincide con los rumores de la época sobre sueros de la verdad que asegurarían la subordinación de cada ciudadano al estado. Tanto Un mundo feliz de Aldous Huxley (1932) como Kallocaína de Boye transcurren en mundos que son una distopía farmacológica, es decir, sociedades en las que los fármacos se emplean para suprimir la oposición a autoridad. Sin embargo, a diferencia de Un mundo feliz, donde los fármacos se emplean generalmente para suprimir el impulso a la disidencia, en Kallocaína se emplea un fármaco para detectar pensamientos y actos individuales de rebelión.
Kallocaína se ha traducido a más de 10 idiomas y fue adaptado a una miniserie televisiva en 1981 por Hans Abramson.
En 2016, la novela fue nominada al premio Retro-Hugo a la mejor novela de ciencia ficción de 1941.

## Argumento
La trama se centra en Leo Kall, escrito en la forma de un diario o libro de memorias. Kall vive con su mujer, Linda Kall, en una ciudad dedicada a la industria química. Leo es un científico, que inicialmente es muy leal al gobierno y desarrolla un suero de verdad denominado Kallocaína. El efecto de la Kallocaína es que quien lo toma revela cualquier cosa, incluso aquello de lo que no es activamente consciente.
Los temas principales incluyen la idea de la identidad personal en un estado totalitario, el significado de vida, y el poder de amor. Aparte del laboratorio donde trabaja Leo Kall, buena parte de la novela se desarrolla en casa de Leo y Linda.